# Международный музей женщин
Международный музей женщин (IMOW) со штаб-квартирой в Сан-Франциско, Калифорния, представляет собой онлайн- музей, освещающий женские проблемы во всём мире. С марта 2014 года он является частью Глобального фонда для женщин. Музей характеризует видение справедливого и устойчивого мира, в котором женщины и девочки имеют ресурсы, право голоса, выбор и возможности для реализации своих прав человека. За период 2011—2014 годы IMOW провел физические мероприятия и инсталляции в 14 странах на пяти континентах, ежегодно привлекая более 700 000 посетителей.
Вместе с Глобальным фондом музей привлекал более миллиона посетителей в год через социальные сети, электронную почту и Интернет.

## Создание и расширение
«Международный музей женщин» был основан как Музей женского наследия в 1985 году. Деятельность музея женского наследия включала в себя:
- проведение выставок
- общественные программы
- проведение книжных ярмарок
- создание образовательных ресурсов для Месяца женской истории
- чествование местных женщин.

В 1997 году группа учителей из района Залива стимулировала создание более крупного музея, собрав пожертвования.
После укрупнения Международный музей женщин продолжал организовывать выставки, общественные форумы, разработал образовательную программу для школ.
В 2005 году была предпринята попытка неудачная попытка построить объект за $120 млн.
По состоянию на июнь 2009 года музей существовал как виртуальный музей.

## Выставки
Музей состоит из нескольких онлайн-выставок:
- Imagining Ourselves, выставка произведений искусства и произведений, рассказывающих о женщинах в возрасте от 20 до 40 лет со всего мира. Антология произведений выставки была опубликована в 2006 году Библиотекой Нового Мира и включала в себя личные истории, картины, фотографии, эссе, стихи молодых женщин из более чем 100 стран мира (включая Корею, Иран, Шри-Ланка, Перу, Великобританию, Мали, Македонию, как ответ на один общий вопрос: «Что характеризует ваше поколение женщин?»[5][6]
- Экономика: Женщины и глобальная экономика, созданная в 2010 году, освещала взаимодействие женщин со всего мира с деньгами и роль женщин в экономике[7].

Мультимедийные онлайн-проекты музея в прошлом:
- «Мусульманка: Искусство и голоса мусульманских женщин» (против стереотипов о мусульманских женщинах)
- «МАМА: Материнство во всем мире» (здоровье матерей).